# Tenuacia macera
Tenuacia macera är en insektsart som beskrevs av Delong 1977. Tenuacia macera ingår i släktet Tenuacia och familjen dvärgstritar. Inga underarter finns listade i Catalogue of Life.